# Iris Otten
 (octobre 2018).
Si vous disposez d'ouvrages ou d'articles de référence ou si vous connaissez des sites web de qualité traitant du thème abordé ici, merci de compléter l'article en donnant les références utiles à sa vérifiabilité et en les liant à la section « Notes et références ».
Iris Otten, née en 1977 aux Pays-Bas, est une productrice néerlandaise.

## Filmographie
- 2001 : De Laatste Dag Van Alfred Maassen de David Lammers[2]
- 2012 : Manslaughter de Pieter Kuijpers
- 2012 : De Ontmaagding Van Eva Van End de Michiel ten Horn[3]
- 2013 : L'amour est la parole de Pieter Kuijpers
- 2014 : Boys de Mischa Kamp[4]
- 2014 : Bloedhond de Mees Peijnenburg[5]
- 2014 : Geen Koningen in ons bloed de Mees Peijnenburg : co-produit avec Pieter Kuijpers et Sander van Meurs
- 2014 : Scrap Wood War de Margien Rogaar : co-produit avec Pieter Kuijpers et Sander van Meurs[6]
- 2014 : Aanmodderfakker de Michiel ten Horn
- 2015 : Sunny Side Up de Lourens Blok : co-produit avec Sander van Meurs et Syrine Krabman
- 2016 : Space Girls[7]
- 2016 : Import de Ena Sendijarević : co-produit avec Pieter Kuijpers, Sander van Meurs et Layla Meijman[8]
- 2016 : Mister Coconut de Margien Rogaar :  co-produit avec Pieter Kuijpers et Sander van Meurs[9]
- 2017 : Quality Time de Daan Bakker :  co-produit avec Pieter Kuijpers et Sander van Meurs
- 2018 : Billy de Theo Maassen[10]